# Feldbahn Massenhausen
| Historischer Verlauf (Karte mit Stand 2023) |          |                |                |
| Streckenlänge: | ca. 3 km |                |                |
| |          |                |                |
| \| \| \| von Regensburg \| \| \| \| \| Neufahrn \| 461 m ü. NN \| \| \| \| nach München \| \| \| \| \| \| \| \| \| \| Moosach \| \| \| \| \| Massenhausen \| \| |          |                |                |
| Strecke |          | von Regensburg | von Regensburg |
| Betriebs-/Güterbahnhof Streckenanfang (Strecke außer Betrieb) · Bahnhof                                                                                         |          | Neufahrn       | 461 m ü. NN    |
| Strecke (außer Betrieb) · Strecke nach links |          | nach München   | nach München   |
| Abzweig geradeaus und nach links (Strecke außer Betrieb) · Strecke von rechts (außer Betrieb)                                                                   |          |                |                |
| Brücke über Wasserlauf (Strecke außer Betrieb) · Brücke über Wasserlauf (Strecke außer Betrieb)                                                                 |          | Moosach        | Moosach        |
| Betriebs-/Güterbahnhof Streckenende (Strecke außer Betrieb) · Betriebs-/Güterbahnhof Streckenende (Strecke außer Betrieb)                                       |          | Massenhausen   | Massenhausen   |

Die Feldbahn Massenhausen war eine Feldbahn zwischen dem Bahnhof Neufahrn (b Freising) und Sandgruben in Massenhausen. Die zeitweise elektrifizierte Strecke diente dem Abtransport von Quarzsand. Sie war von 1905 bis 1958 in Betrieb und wurde auch als Bockerl bezeichnet.

## Geschichte

### Errichtung und Pferdebetrieb
Das Mühlgut an der Moosach in Massenhausen, das seit dem Mittelalter bestand und 1895 brannte, wurde von Johann Zwack aus Zwiesel im Jahr 1903 mit zugehörigem Sandwerk erworben. Das Bezirksamt Freising erteilte ihm im selben Jahr die Genehmigung für eine Feldbahn für den Abtransport des Quarzsandes zum Bahnhof Neufahrn bei Freising. Die Bauarbeiten begannen im August 1904 und im Frühjahr 1905 war das Gleis mit einem Querschwellen-Oberbau fertiggestellt.
In den ersten Jahren wurde die Strecke als Pferdebahn mit zwei Zugpferden und fünf Kipploren betrieben.

### Elektrischer Betrieb
Nach drei Jahren wurde die Anlage vom Unternehmer Rudolf Spikermann aus Berlin gekauft. Dieser gründete die Quarzsandwerk Massenhausen GmbH und elektrifizierte die Bahn bis zum 30. September 1910 mit einer Oberleitung in fünf Metern Höhe. Die Versorgung mit Bahnstrom für die Elektrolokomotive wurde durch eine Wasserturbine von Orenstein & Koppel in der Moosach hergestellt.
Das Rangieren der beladenen Wagen im Bahnhof Neufahrn auf eine Rampe wurde mit einer Seilwinde und zwei Ochsen eines nahegelegenen Anwesens durchgeführt.

### Dieselbetrieb und Abbruch
In den 1930er Jahren wurde der Betrieb von einer Dresdner Zigarettenfirma erworben, die kurz darauf mit dem Einsatz einer Diesellokomotive begann.
Obwohl die Bahn dem Güterverkehr diente, beförderten manche Lokomotivführer auch Passagiere im Führerraum.
1958 wurde der Betrieb der Bahn eingestellt und die Gleisanlagen abgebrochen. Die Schienen wurden zerteilt und als Zaunpfosten verkauft, die in der Nähe der Strecke erhalten blieben.

## Streckenverlauf
Die Strecke führte durch das Freisinger Moos. Sie verließ den Bahnhof Neufahrn (b Freising) parallel zur Bahnstrecke München–Regensburg nach Westen und führte weiter in Richtung Norden und überquerte dabei mehrere kleinere Bäche. Kurz vor Massenhausen teilte sich die Strecke und führte zu den Sandgruben südlich der Ortschaft. Jeder der beiden Streckenäste überquerte dabei die Moosach.